# 대천초등학교 (충남)
대천초등학교는 대한민국 충청남도 보령시에 있는 공립 초등학교이다.

## 학교 연혁
- 1918년 5월 27일 대천공립보통학교(4년제 2학급) 개교
- 1938년 4월 1일 대천봉산공립심상소학교로 개칭
- 1941년 4월 1일 대천봉산공립국민학교로 명칭 변경
- 1946년 9월 1일 대천공립국민학교로 명칭 변경
- 1949년 9월 1일 대남국민학교 분리
- 1950년 4월 1일 대천국민학교로 개칭
- 1996년 3월 1일 대천초등학교로 개칭
- 2003년 3월 1일 동대초등학교 분리
- 2019년 2월 10일 제100회 졸업(153명, 총 졸업생 수 19,562명)
- 2019년 3월 1일 32학급 편성(특수학급 1)

## 참고 자료
- 대천초등학교 - 한국교육학술정보원 학교알리미